# Barracão Quonset

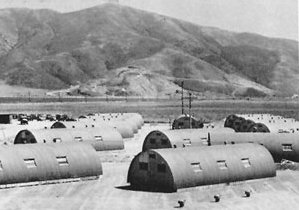
Foto do governo dos EUA dos Quonset huts diante de Laguna Peak, Point Mugu, em 1946.

O barracão Quonset (em inglês "Quonset hut"), em arquitectura militar, é um tipo de construção provisória muito utilizado pelas forças armadas dos Estados Unidos durante a Segunda Guerra Mundial.
O Quonset hut foi uma solução arquitectónica e estrutural que serviu de inspiração para múltiplas estruturas, desde armazéns e habitações, a estufas. Atualmente é considerado como um dos conceitos arquitectónicos de maior sucesso e como um marco da capacidade criativa estadunidense, ao lado do jipe e do Douglas DC-3, todos compreendidos entre as criações mais geniais das décadas de 1930 e 1940.

## História
No contexto da Segunda Guerra Mundial, em 1941, a Marinha dos Estados Unidos identificou a necessidade de dispor de abrigos ligeiros, multi-funções, que pudessem ser enviados rápida e facilmente a qualquer ponto do mundo e aí pudessem ser montados sem o recurso a mão-de-obra especializada. A ideia inicial foi a de recorrer a abrigos Nissen, um conceito desenvolvido à época da Primeira Guerra Mundial, testado e aprovado em seus aspectos logísticos e operacionais em campanha.
Desse modo, em Março de 1941 o almirante Ben Moreell, então chefe dos Navy Yards and Docks, decidiu avançar para a fase de aquisição dos serviços de concepção e produção. Para esse fim, depois de uma pesquisa de mercado, foi seleccionada para conceber e produzir os protótipos do abrigo a George A. Fuller Construction Company, de New York, estipulando-se sessenta dias para a entrega da primeira encomenda.
Depois de estudar o projeto do abrigo Nissen, a empresa decidiu que o primitivo projeto britânicos era demasiado complexo, e que a falta de isolamento térmico tornava impraticável a utilização dos mesmos fora das regiões temperadas. Em consequência, a empresa decidiu encarregar dois dos seus projectistas, Otto Brandenberger e Peter Dejongh, de redesenhar o projeto, procurando a sua simplificação estrutural e construtiva, assim como a melhoria da habitabilidade.
Face à exiguidade dos prazos estabelecidos, todo o processo de concepção, teste e produção necessitou ser acelerado. Assim, em menos de um mês havia sido montada uma unidade em Quonset Point, integrado no Davisville Naval Construction Battalion Center, em Davisville, Rhode Island, destinada a testar os protótipos e a produzir as unidades contratadas.
O primeiro projecto foi entregue pela equipa a 4 de abril de 1941, mas a urgência era tal monta que o processo de produção foi iniciado antes de se dispor de um projecto completo. O primeiro abrigo foi produzido e testado antes de decorridos os sessenta dias de prazo após a assinatura do contrato. O projecto final foi entregue a 15 de maio de 1941, sendo aprovado pela Marinha uma semana depois.
Inicialmente, o nome da nova estrutura foi simplesmente "16' x 36' Hut" ("Abrigo de 16 por 36 pés"), sendo acompanhado por documentação que o descrevia como "Nissen Type Hut for Temporary Aviation Facilities" ("Abrigo tipo Nissen para instalações temporárias de aviação"). Prevaleceu entretanto, a sua designação popular de Quonset hut. Outras fontes referem que, dada a semelhança da estrutura com as tendas longas usadas pelos Iroqueses, o nome "Quonset", também de origem ameríndia, foi bem aplicado, sendo crença comum que se tratou de uma decisão deliberada e não, como realmente aconteceu, um resultado do acaso.
Ainda antes de aprovado o projecto final, a 10 de abril de 1941 o Bureau of Yards and Docks autorizou a encomenda de 2.488 abrigos destinados a bases na Grã-Bretanha e na Irlanda do Norte. Seguiram-se quase de imediato encomendas adicionais de 4.000 e 8.000 unidades, iniciando-se processo que faria do Quonset hut o edifício mais replicado da História.
A 11 de Junho de 1941 foi embarcado no navio Empire Gull, acostado em Quonset Point, o primeiro carregamento de abrigos no valor de 1,2 milhões de dólares norte-americanos. Em menos de um mês tinha sido possível colocar em funcionamento uma unidade de produção que produziria abrigos no valor de 22 milhões de dólares anuais.
Durante o conflito foram produzidos cerca de 170 mil destes abrigos, dos quais 153.200 apenas para as forças navais. No pós-Guerra os abrigos sem função foram vendidos como salvados (inicialmente a 1.000 dólares norte-americanos por unidade) passando a ser empregues em múltiplos usos civis. Dada a dispersão de forças durante a guerra, foram deixados abrigos Quonset em todos os continentes, alguns em lugares tão remotos como o Ártico, o norte de África, a Indochina e as ilhas do oceano Pacífico. Revelaram-se tão duráveis que, muitos milhares, ainda se encontram atualmente em uso.

## Características

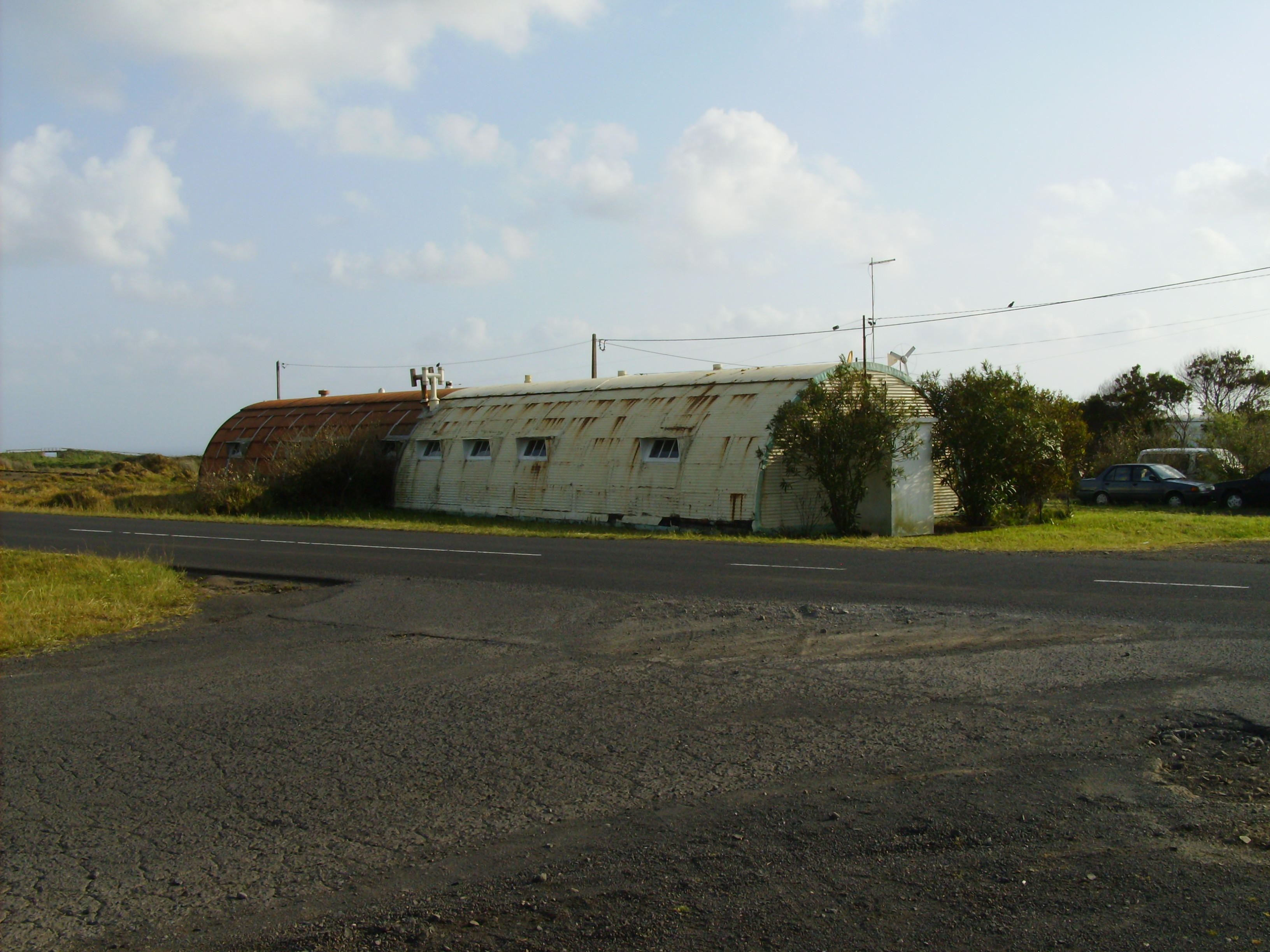
Quonset hut no lugar do Aeroporto, ilha de Santa Maria (Açores).

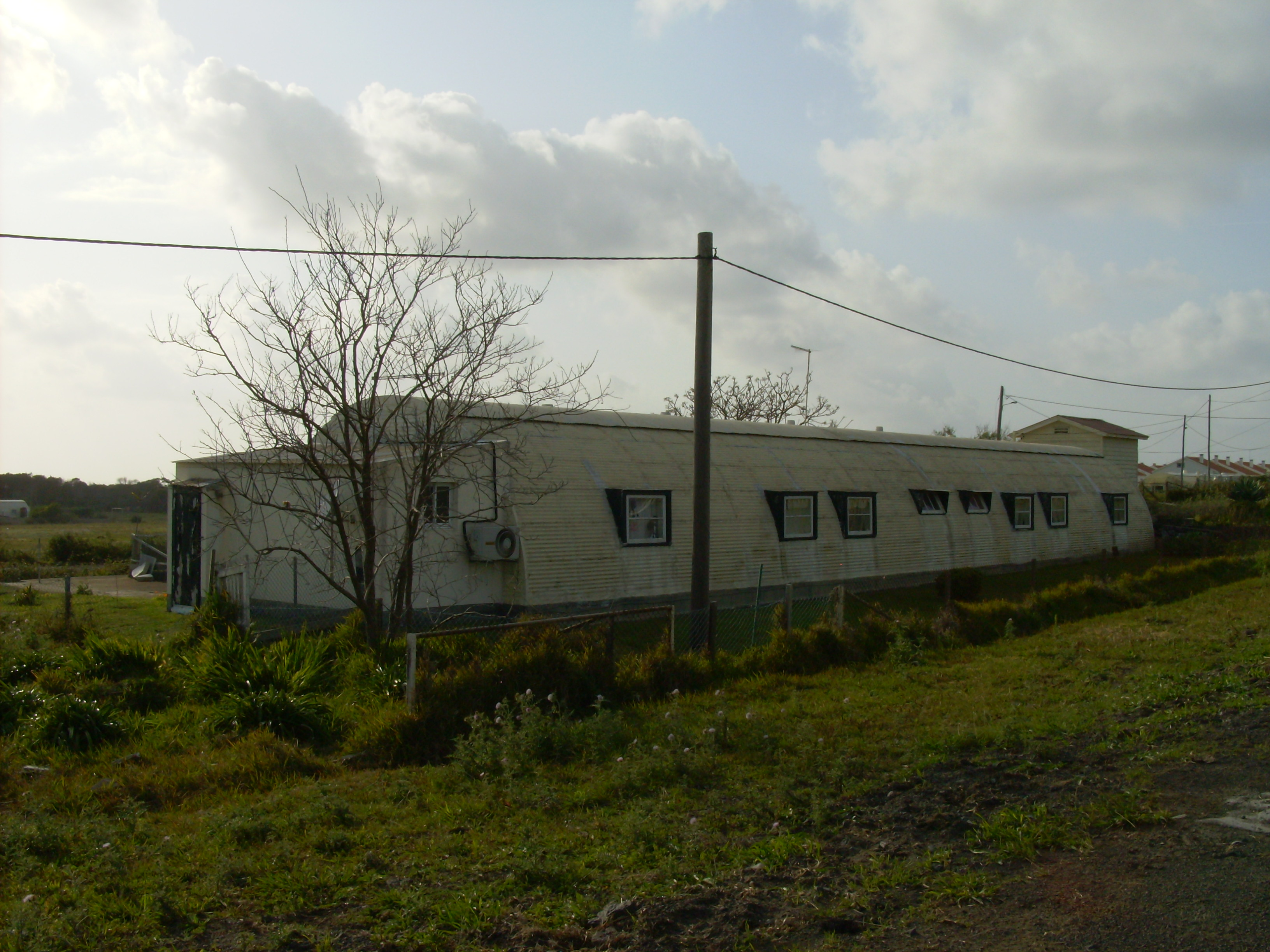
Quonset hut no lugar do Aeroporto, ilha de Santa Maria.

O modelo original era uma estrutura semicilíndrica com as dimensões de 5 x 11 metros (16 x 36 pés) e um raio de 2,4 metros (8 pés). Os lados eram recobertos por chapas corrugadas (caneladas, chapa ondulada em PT-PT) de ferro zincado, com os extremos fechados por uma estrutura de material, com as portas e janelas, recoberta por contraplacado. O isolamento interior era feito por aglomerado de madeira, revestido a contraplacado. O chão era recoberto com madeira.
Uma das grandes dificuldades técnicas a ultrapassar foi a necessidade de curvar as folhas de aço canelado que formam o recobrimento numa direcção perpendicular ao corrugado, única forma de garantir um bom escoamento da água. Depois de dificuldades iniciais, foi concebido um processo de deformação controlada que permitiu satisfazer esse requisito.
A estrutura era montada sobre uma base de betão, que podia ser substituída, nas situações em que o betão não estivesse disponível, por uma estrutura ligeira de vigamentos e barrotaria em madeira assente sobre estacas.
A evolução do projecto levou a que as dimensões-padrão fossem alteradas para 6 x 15 metros (20 x 48 pés), com um raio de curvatura de 3 metros (10 pés), permitindo uma área coberta útil de 67 m² (720 pés quadrados). Um modelo também muito usado permitia a colocação de uma protecção contra a chuva e a insolação directa de 1,3 m (4 pés) em cada topo. Outras dimensões, menos fabricadas, eram 6 x 12 metros (20 x 40 pés) e 12 x 30 metros (40 x 100 pés), em geral usados como armazéns.
Sendo construídas com uma concepção totalmente liberta de paredes ou suportes interiores, a estrutura era facilmente adaptável permitindo o seu uso como caserna, enfermaria, latrinas ou salas de banho, escritórios, pequenos armazéns ou paióis, cantinas, ginásios ou mesmo como habitações familiares.